# Византијска улица у Нишкој тврђави
Византијска улица у Нишкој тврђави један је од археолошких локалитета и јединствена просторна амбијентална целина на централном платоу античког царског Наиса (данашњег Ниша) у непосредној близини Бали-бегове џамије. Наиме ради се о јавном, репрезентативном делу античког града, са свим особинама које одликује касноантичку – тетрахијску архитектуру. Археолошка истраживања на овом локалитету, у Нишкој тврђави, која су вршена од 1962. до 1963. године, први пут су открила материјалне остатке ове античке улице. Археолошки налази проистекли из ових истраживања указују да је улица на централном платоу могла бити изграђени у периоду од 5. до 6. века, и да се може довести у везу са реконструкцијом града изведеном у пост Константиново време.

## Статус и категорија заштите
Због свог историјског и археолошког значаја локалитет је проглашен, 23. децембра 1982. године, за „Културно добро од великог значаја“ и под бројем СК 289 уведено је у централни регистар споменика културе у Републици Србији. Као основ за упис у регистар послужило је решење Завода за заштитуту и научно проучавање споменика културе НРС бр.671/48 од 6. маја 1948. године.
Надлежни завод који води локални регистар и бригу о овом археолошком локалитету је: Завод за заштиту споменика културе Ниш.

## Историја
Развој античког Наиса (данашњег Ниша) започет је с краја 1. века п. н. е., прво као војно утврђење на десној обали Нишаве (на простору на коме су у 18. веку Османлије сазидале нишку Тврђаву и Градском пољу северно од тврђаве). Међу ауторитетима, влада мишљење да је раноримском граду на десној обали Нишаве претходило мање домородачко село (vicus), што је било пресудно и за образовање војног утврђења у његовој близини.
Положај и организација Наисуса у античко доба била је условљена расположивим површинама за изградњу насеља у средишњем делу Нишке котлине. Ондашњим градитењима, за образовао и развијао античког град на раскрсници важних балканских путних праваца, као најповољнија локација указао се меандар реке Нишаве, због лакшег повезивање леве и десне обале, реке, али бољих могућности за одбрану града. Као посебно интересантна топографска позиција за античке градидетеље била је десна обали Нишаве, јер је у односу на друге делове котлине била пространа, равна и погоднија за заснивање насеља и некропола (можда утврђења).
На основу расположиве археолошке, историјске и епиграфске грађе у развоју градског насеља Наис могу се издвојити:
- Раноримски период
- Касноримски период или град позне антике.[а]

Након оснивања провинције Горња Мезија, од 15. године после Христа, Наис је постао, поред војног логора и стратешки значајно цивилно насеље и трговачки центар на раскрсници путева, ка северу југу, западу и истоку Балкана. На то упућује историјска, епиграфска и археолошка грађа која донекле указује на могући развој утврђеног античког града, након колонизације Римљана на десној обали Нишаве (простор данашње тврђаве). Наиме они су на том простору образовали поред војног и цивилно насеље којем је додељен статус муниципија - града са одређеним степеном самоуправног права, у време Хадријана (117—138).
У периоду Диоклецијанове владавине (284—305), а по свој прилици у време Лицинија (308—324) и Константина (306—337) антички Наисус доживљава процвет, нагло се развија, а расте и број становништва и војске. То је заправо било доба када је у њему рођен чувени римски император и војсковођа Флавије Валерије Константин (Константин Велики), 274. године. Тада захваљујући Константину (владару целе Римске империје), Наис постаје снажан и неосвојив каструм, и значајан административни, економски и војни центар провинције Горња Мезија. У древном Наису Константин је након доношења Миланског едикта, хришћанима дозволио да, без последица, јавно исповедају своју веру, чиме је утро пут даљем развоју једне од најраспрострањенијих светских религија.
Како је Град већ био густо насељен, то је отежавало подизање монументалних грађевина или његову темељну реконструкцију. Вероватно да је том приликом изграђен градски бедем, а поједине градске четврти и улице реконструисане су за нове потребе.

## Положај и пространство археолошког налазишта
Овај археолошки локалитет позициониран је у централном делу Тврђаве, уз сам објекат Бали-бегове џамије, која је након више од 11 векова, у време Османлија највероватније једним делом изграђена и на темељима ове улице.
Византијска улица која има портик на ступцима грађеним од опека, и њена оријентација у правцу север-југ, наводи на закључак да се ради о улици насталој царским декретом. Уз улицу се поред портика налазе и остаци одводног канала и делови водовода. У источном делу улице је једна грађевина на којој се уочава више преградњи и промене у плану. Улица је поплочана каменим плочама димензија; 114 х 75 cm, 118 х 95 cm, 120 х 80 cm) неправилног четвороугаоног облика.
На основу бројних налаза може се претпоставити да је приликом изградње улице, (која је датована у другу половину 5. или на почетку 6. века), уз извесне корекције, поштован правац већ неколико векова раније трасиране старије градске улице. То наводи и на закључак да је улица највероватније из периода обнове Наиса, тј из периода владавине цара Јустинијана I.
Откривене просторије на локалитету дуж целе улице су више пута преправљане, што указује да су највероватније више пута мењале намену, док пронађени остаци оруђа са траговима злата, указују да је у објектима Византијске улице постојала и радионица за обраду племенитих метала.
Археолошки остаци објекта сакралне намени наводе и размишљање да је у близини улице постојала црква (базилика), можда и на простору касније изграђене Бали-бегове џамије.